# در فکر تو بودم

در فکر تو بودم که یکی حلقه به در زد

گفتم صنما قبله‌نما بلکه تو باشی

شها بلکه تو باشی

مها بلکه تو باشی
رنجیدن شاهان ز گدا رسم قدیم است

شاهی که نرنجد ز گدا بلکه تو باشی

شها بلکه تو باشی

مها بلکه تو باشی

اشعار عامیانهٔ ایران (در عصر قاجار) اثر والنتین الکسیویچ ژوکوفسکی (۱۹۰۲)

در فکر تو بودم که یکی حلقه به در زد

گفتم صنما قبله‌نما بلکه تو باشی

شها بلکه تو باشی

مها بلکه تو باشی
خیر نبینی که من می‌سوزم

از جفایت ولی می‌سازم
تو که بی‌وفا نبودی

پر جور و جفا نبودی
آن که مرا از تو جدا می‌کند

خیر نبیند که چه‌ها می‌کند

«در فکر تو بودم» یک تصنیف عامیانهٔ ایرانی است. این تصنیف یک قطعهٔ فولکلور است که والنتین الکسیویچ ژوکوفسکی آن را در سال ۱۸۸۵ میلادی در اصفهان شنیده و ثبت کرده‌است. نسخه‌ای که توسط مرضیه اجرا شده بر اساس شعر و آهنگی از علی‌اکبر شیدا در دستگاه ماهور است. این تصنیف توسط خوانندگان دیگری از جمله شیدا جاهد نیز اجرا شده‌است.

## آلبوم مرضیه
در فکر تو بودم نام آلبومی به خوانندگی مرضیه نیز هست که در سبک  سنتی تهیه شده و علاوه بر این تصنیف ۱۱ ترانهٔ دیگر را در خود جای داده‌است. نسخه‌ای که توسط مرضیه در این آلبوم اجرا شده بر اساس شعر و آهنگی از علی‌اکبر شیدا در دستگاه ماهور است.

### فهرست آهنگ‌ها
| ردیف | آهنگ           |
| ۱    | در فکر تو بودم |
| ۲    | صورتگر         |
| ۳    | جای تو         |
| ۴    | سرو و بید      |
| ۵    | نگارم          |
| ۶    | نگاه           |
| ۷    | شب             |
| ۸    | شراره          |
| ۹    | طاقتم          |
| ۱۰   | سراب آرزو      |
| ۱۱   | دل             |
| ۱۲   | خوابم          |